# 16 Horsepower
16 Horsepower (auch Sixteen Horsepower) war eine US-amerikanische Rockband aus Denver, Colorado. Die Band vereinte in ihrem Stil verschiedene Musikgenres, wird jedoch primär dem Alternative Country zugeschrieben.

## Geschichte
In ihrer Heimat weniger bekannt, waren 16 Horsepower vor allem in Europa seit der Veröffentlichung des Albums „Sackcloth 'N' Ashes“ erfolgreich. Die Band spielte eine melodiöse Mischung aus Folk, Bluegrass, Gospel und Alternative Rock gepaart mit christlichen Liedtexten; gelegentlich wurde ihre Musik als Gothic-Country bezeichnet. Neben dem üblichen Instrumentarium einer Rockband nutzten 16 Horsepower oftmals alte, teils historische Instrumente zur Begleitung der Lieder, so beispielsweise eine Drehleier im Lied „Worry“. Häufig verwendete Edwards das aus dem Country, Blues und Folk stammende Banjo, das viele Lieder prägt. In einigen früheren Stücken war auch eine alte Chemnitzer Konzertina zu hören, die aber nach Angaben der Band irgendwann „einfach auseinanderfiel“ und durch ein neueres Modell ersetzt werden musste.
Die meisten Texte stammen von dem 1968 geborenen David Eugene Edwards, der in der religiösen Gemeinschaft der Kirche des Nazareners aufwuchs. Sein Vater starb früh, und als Junge zog er oft mit seinem Großvater durch die Lande, welcher die Menschen mit Feuer-und-Schwefel-Predigten zu bekehren versuchte. So liegt auch der Schwerpunkt der Liedtexte von 16 Horsepower stets auf pro-christlichem Gedankengut.
Am 6. April 2005 gaben 16 Horsepower ihre Auflösung bekannt, die sie mit Problemen band-politischer und spiritueller Art begründeten. Die Mitglieder schlugen in den Projekten Woven Hand (Edwards) und Lilium (Jean-Yves Tola und Pascal Humbert) neue Wege ein.

## Diskografie

### Singles
- 1994: Shametown
- 1996: Black Soul Choir
- 1996: Haw
- 1997: For Heaven’s Sake
- 1997: Coal Black Horses
- 1998: The Partisan (mit Bertrand Cantat von Noir Désir)
- 2000: Clogger
- 2001: Splinters
- 2021: DE-RAILED

### Alben
- 1995: 16 Horsepower EP
- 1995: Sackcloth ’N’ Ashes
- 1997: Low Estate
- 1998: Low Estate [re-release incl. bonus tracks]
- 1998: Hoarse (live)
- 2000: Secret South
- 2002: Folklore
- 2003: Olden (Night Owl Studio Session. Denver, 1993/Kerr Macy Studio Session. Denver, April 1994/Live. Mercury Cafe, Denver, October 1994)
- 2008: Live March 2001
- 2011: Yours Truly (CD1: Best of / CD2: B-sides & Rarities)

### DVDs
- 2005: 16 HP
- 2005: 16 Horsepower Live